# Plan de Staline pour la transformation de la nature
Le plan de Staline pour la transformation de la nature, officiellement Grand Plan pour la Transformation de la Nature (en russe :  Великое преобразование природы) fut proposé par Joseph Staline en URSS dans la seconde moitié des années 1940 pour le développement des terres, des pratiques agricoles, des projets hydrauliques et l'amélioration de l'agriculture. Ce plan visait principalement la steppe de la Russie européenne.
Il est présenté au Conseil des ministres de l'URSS et au Comité central du PCUS lors d'un décret le 20 octobre 1948 : « О плане полезащитных лесонасаждений, внедрения травопольных севооборотов, строительства прудов и водоемов для обеспечения высоких устойчивых урожаев в степных и лесостепных районах Европейской части СССР »
Il fut mis au point comme réponse à la famine de 1946-1947 et afin de lutter contre l'érosion des sols.

## Projets majeurs
- Construction d'un réseau de canaux d'irrigation à travers la steppe du sud de l'URSS et des régions désertiques d'Asie centrale ;
- Implantation d'arbres à travers la steppe du sud de l'URSS, similaire au projet Shelterbelt américain ;
- Construction de projets hydrauliques.